# Czosnek główkowaty
Czosnek główkowaty (Allium sphaerocephalon L.) – gatunek rośliny należący do rodziny amarylkowatych. Rodzimym obszarem jego występowania jest Afryka Północna (Algeria, Egipt, Maroko, Tunezja) i Wyspy Kanaryjskie, Azja Zachodnia (Cypr, Liban, Syria, Turcja) i Zakaukazie oraz większa część Europy (bez Skandynawii). W Polsce dziko bardzo rzadka, parę stanowisk na Wyżynie Małopolskiej. Na Ukrainie występuje m.in. na Wołyniu i Podolu.

## Morfologia

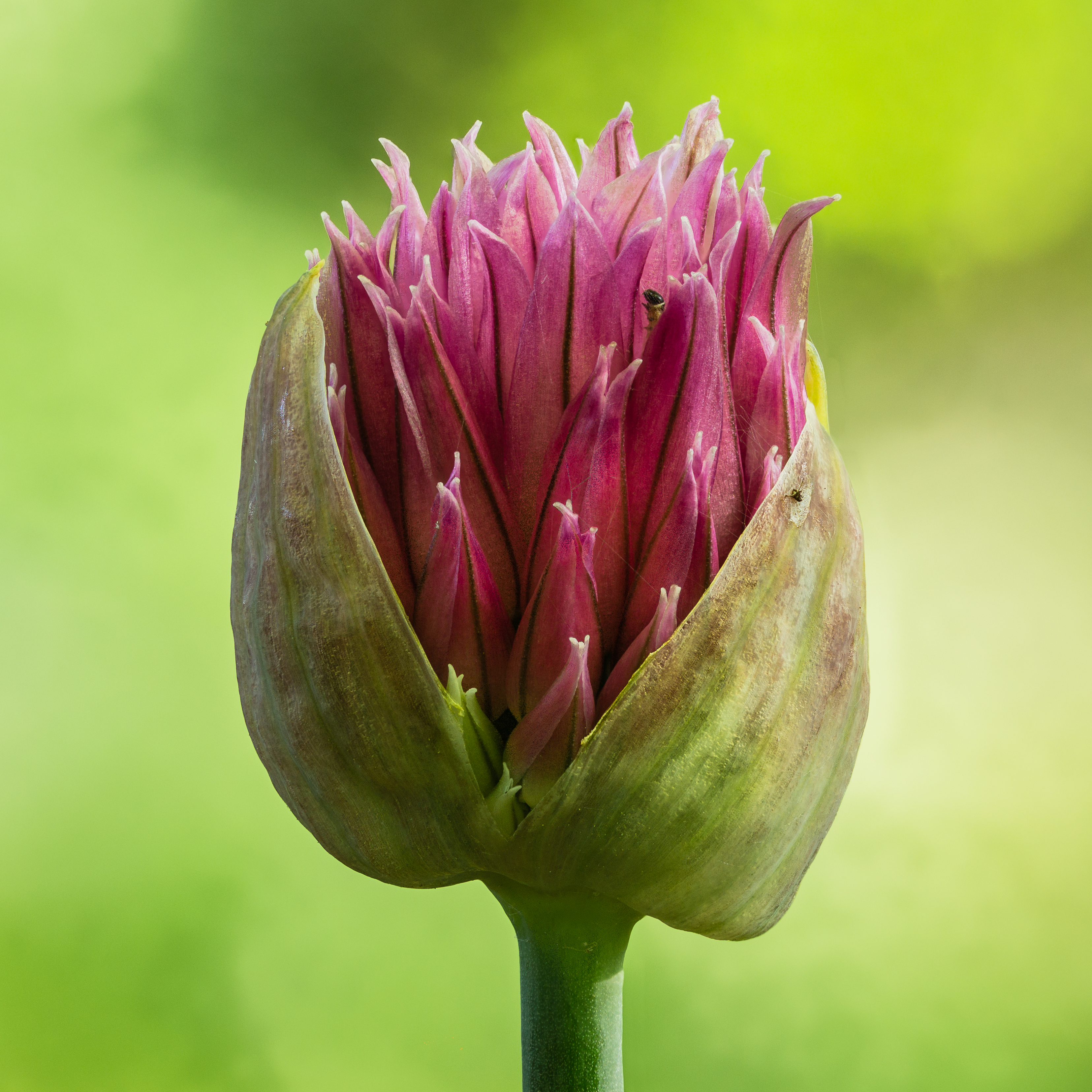
Początek kwitnienia

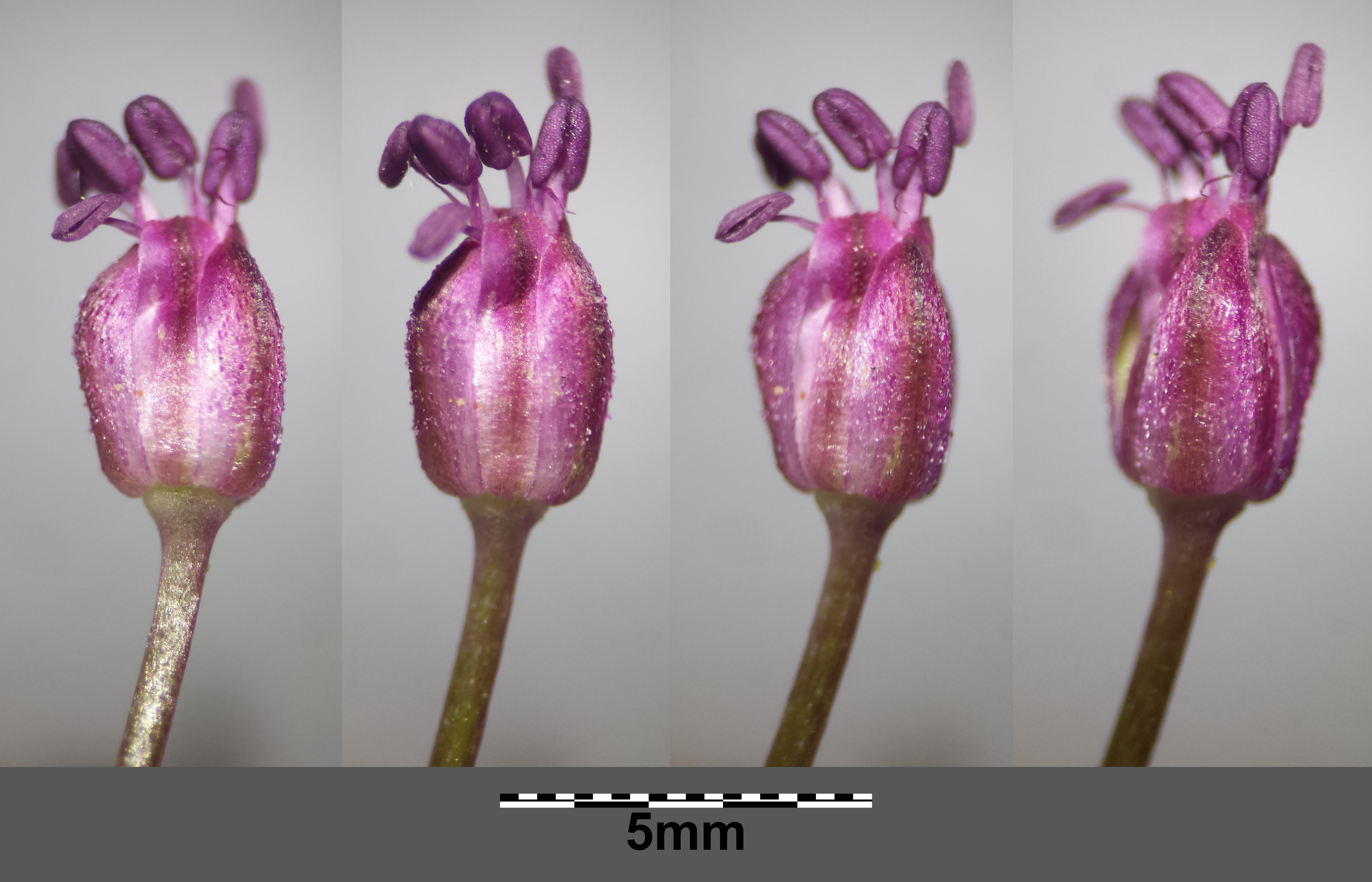
Kwiaty

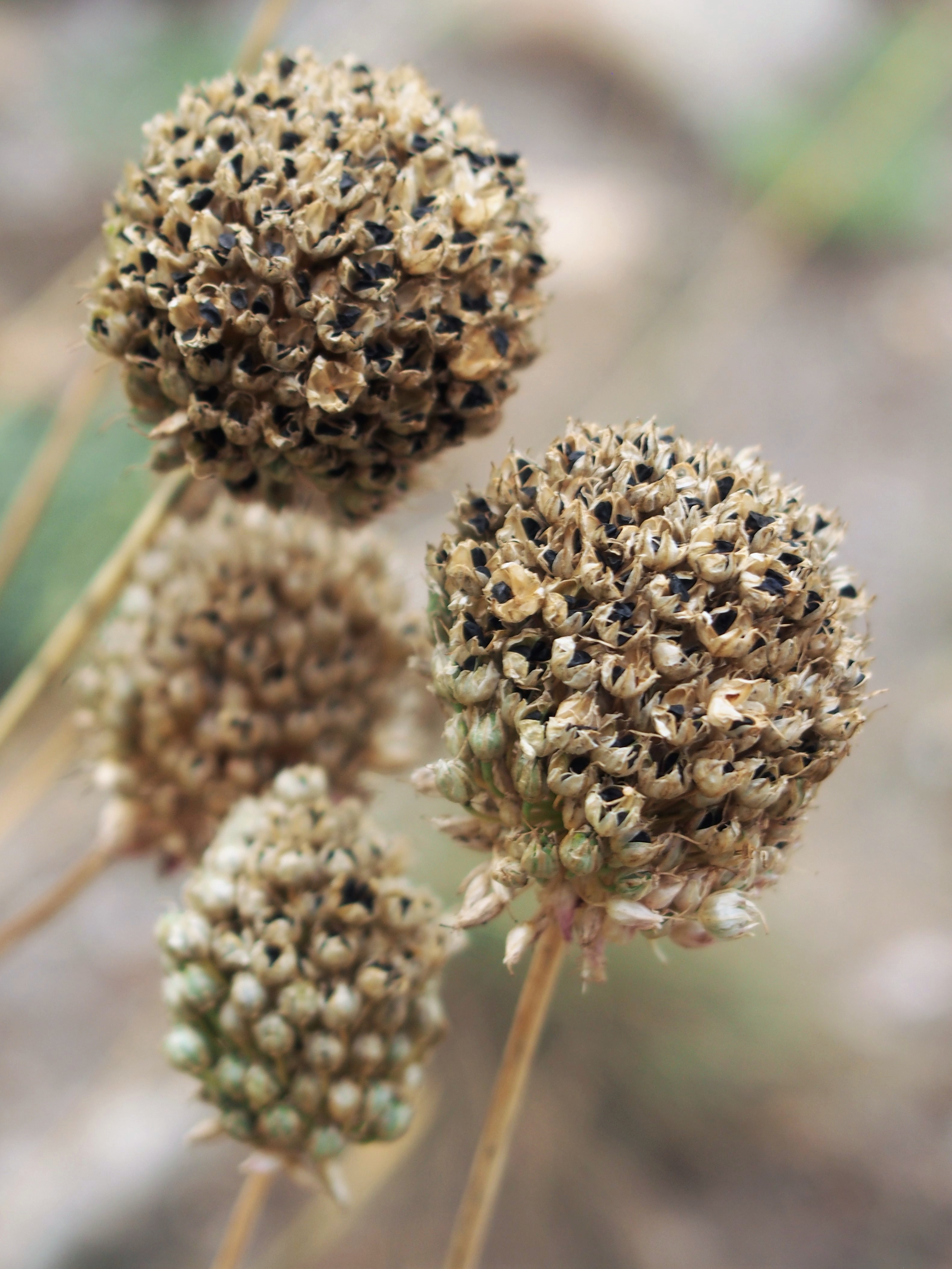
W czasie owocowania

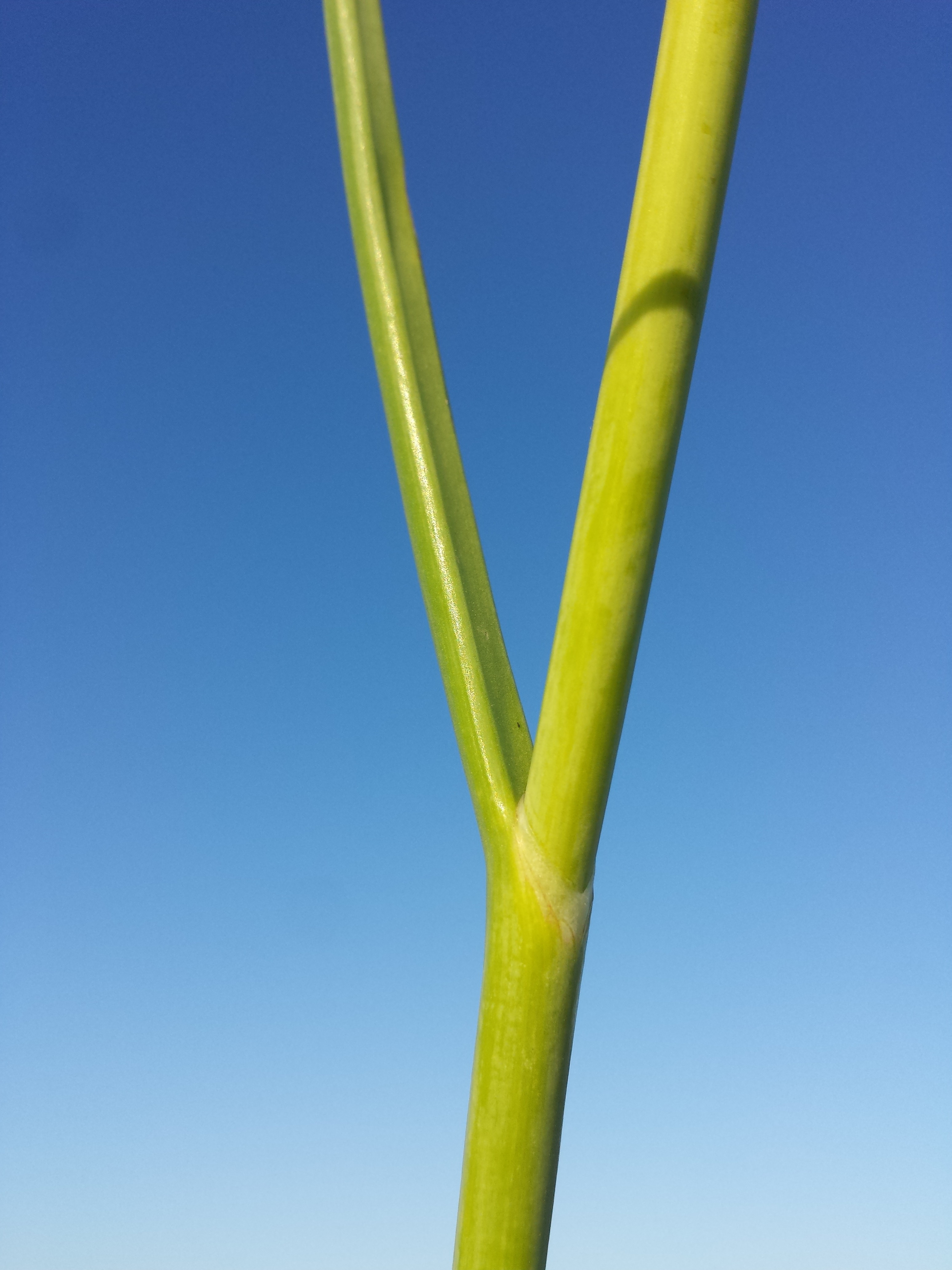
Liść

PokrójRoślina osiąga wysokość 30–90 cm. Rośnie kępami.
Cebulajajowata, 0,7–1,4 cm gruba, nie w pełni pokryta białymi lub brązowymi błonami, otoczona licznymi małymi bocznymi cebulkami.
ŁodygaProsto wzniesiona, sztywna, pełna, obła, ulistniona w dolnej połowie; wysokość 30–90 cm.
Liście3–5 lub więcej, w przekroju półkoliste, nieco rynienkowate, przy końcu obłe, szerokości do 7 mm, krótsze od łodygi (głąbika); zamierają w trakcie kwitnienia.
KwiatyZebrane w kulisty, bardzo gęsty, pozbawiony cebulek baldach pozorny na szczycie łodygi. Przed rozwinięciem kwiatostan osłonięty jest błoniastą okrywą złożoną z 1–2 nagle zwężonych w górze listków długości kwiatów lub krótszych. Szypułki wewnętrzne trzykrotnie dłuższe od kwiatów. Kwiaty o działkach skulonych, w optymalnych warunkach do 40 w kwiatostanie. Działki żywopurpurowe, do 5 mm długie, eliptyczne, na brzegach i wzdłuż grzbietu szorstkie, krótsze od pręcików. Nitki pręcików płaskie, na szczycie o dwu szydlastych wyrostkach, równych długością lub krótszych od pylników.

## Biologia i ekologia

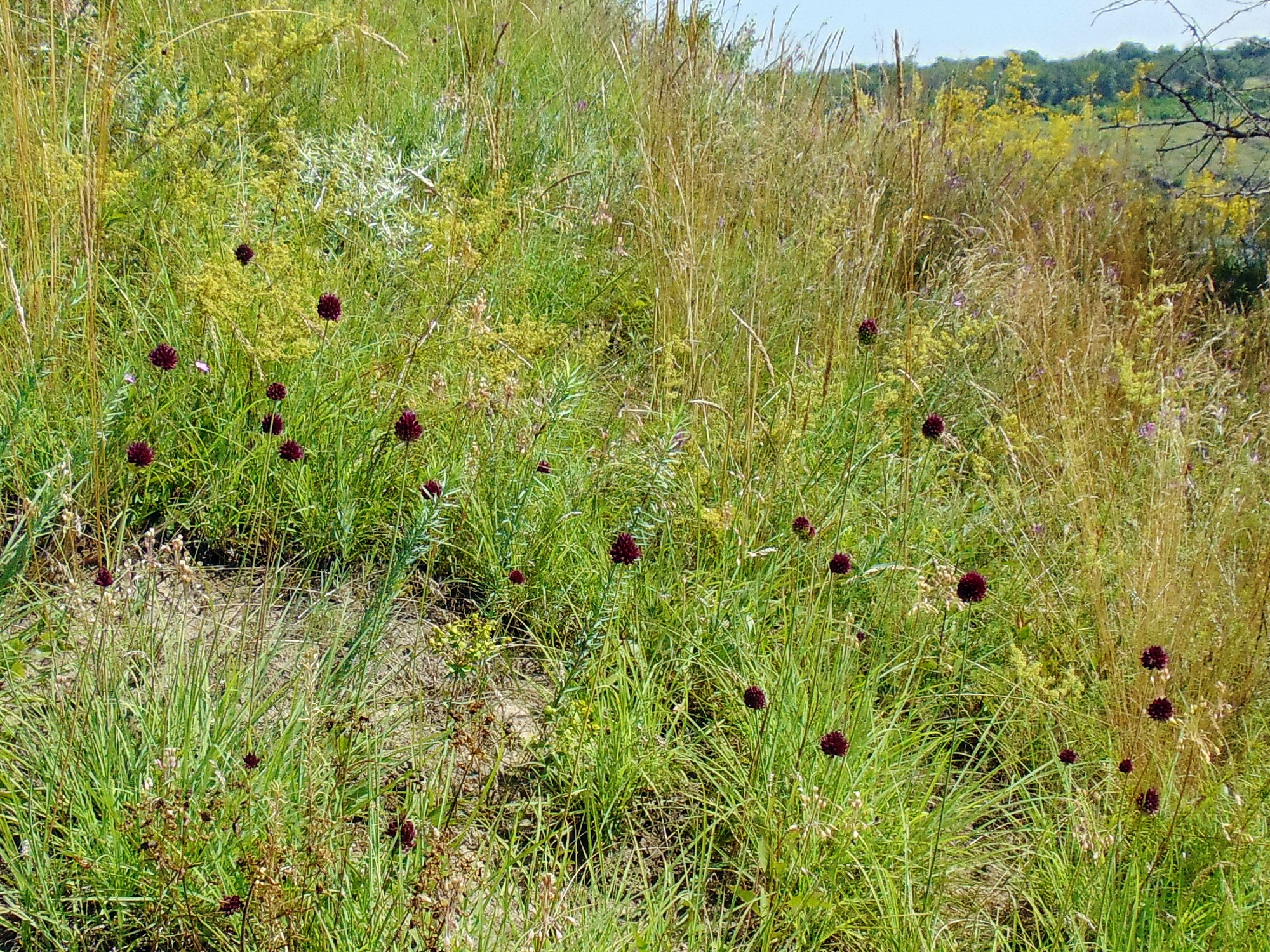
Czosnek główkowaty w siedlisku

Bylina, geofit. Roślina środowisk kserotermicznych. Kwitnie od czerwca do lipca. Przyciąga pszczoły i motyle.

## Zastosowanie
- Roślina ozdobna – roślina stosowana na rabatach bylinowych i w kompozycjach naturalistycznych (łąki kwietne). Zalecane sadzenie w dużych grupach. Dobrze wygląda w zestawieniu z gipsówką. Mrozoodporność i wymagania klimatyczne – 4-10 strefy USDA; w Polsce mrozoodporność całkowita. Wymaga gleby żyznej, przepuszczalnej, umiarkowanego podlewania, należy unikać nadmiernego nawodnienia. Konieczne pełne nasłonecznienie. Można stosować na kwiat cięty i do suchych bukietów. Rozmnażanie przez wysiew nasion lub z cebulek przybyszowych; nasiona zbierać po pełnym dojrzeniu[potrzebny przypis].